# Svarttjärnen (Sidensjö socken, Ångermanland)
Svarttjärnen är en sjö i Örnsköldsviks kommun i Ångermanland och ingår i Nätraåns huvudavrinningsområde. Sjöns area är 0,019 kvadratkilometer och den befinner sig 250 meter över havet.